# Chrysochloris asiatica
Espèce
Synonymes
- Chrysochloris auratus (Vosmaer, 1787)
- Chrysochloris aurea (Pallas, 1778)
- Chrysochloris capensis Lacépède, 1799
- Chrysochloris calviniae Shortridge, 1942
- Chrysochloris concolor Shortridge & Carter, 1938
- Chrysochloris damarensis Ogilby, 1838
- Chrysochloris dixoni Broom, 1946
- Chrysochloris elegans Broom, 1946
- Chrysochloris minor Roberts, 1919
- Chrysochloris namaquensis Broom, 1907
- Chrysochloris rubra Lacépède, 1799
- Chrysochloris shortridgei Broom, 1946
- Chrysochloris taylori Broom, 1950
- Chrysochloris tenuis Broom, 1907
- Chrysochloris visserae Broom, 1950
- Chrysochloris asiatica bayoni De Beaux, 1921
- Talpa asiatica Linnaeus, 1758
- Talpa inaurata (Pallas, 1777)

La Taupe-dorée du Cap (Chrysochloris asiatica) est une espèce de mammifères connus sous le nom de taupes dorées. Elle est originaire d'Afrique du Sud.